# Крылатая смерть
«Крылатая смерть» (англ. Winged Death) — рассказ американского писателя Говарда Филлипса Лавкрафта, написанный в 1933 году в сотрудничестве с Хейзел Хелд. Впервые был издан в выпуске журнала «Weird Tales» за март 1934 года.

## Сюжет
Рассказ приставляет из себя историю в дневнике энтомолога Томаса Слоуэнуайта, которого нашли мертвым в гостинице «Оранж» в Блумфонтейн при загадочных обстоятельствах. На потолке была начерчена странная надпись, а на столе стоял бутыль с соляной кислотой, стакан марганцовки и банка аммиака, в которой плавала муха. Доктор писал, что он убил Генри Мура и ещё несколько человек.
Томас провел весь 1931 год в деревне М’гонге, в Уганде, где он исследовал загадочную лихорадку, которая передается укусом неизвестной мухи, близкой к виду Цеце. По местной легенде, Муха-дьявол (англ. Devil-flies) своим ядом день за днем истощает жертву, доводит до смерти, а после завладевает её душой и телом, а сознание человека перемещается в тело мухи. В Уганде доктор наткнулся на руины циклопических сооружений, которые возвели Охотники из Внешнего Мира (англ. The Fishers from Outside) и злые боги Тсадогва (англ. Tsadogwa), и Клулу (англ. Clulu), коим приписывают влияние на людей и связь с мухами. Доктор изловил муху и вывел шесть гибридов с Цеце. Затем он устроил так, чтобы мухи укусили местных жителей. Через три месяца умер первый подопытный и, внезапно, поведение одной из мух резко изменилось: насекомое билось в стенки банки до смерти. Томас отправил сто мух в посылке в Нью-Йорк доктору Муру, его коллеге и конкуренту. Переписываясь с другими докторами он постоянно узнает об ухудшении здоровья Мура после укуса гибридной мухи. Через полгода Мур умер, тогда как его коллега писал в письме, что его странным образом преследовала муха.

В начале 1932 года Томас переехал в Йоханнесбург и поселился в гостиницу «Вааль» под псевдонимом Фредерик Нэсмит Мэйсон, брокера из Торонто. Ему сняться мухи и кажется, преследуют его наяву, но Томас думает, что это галлюцинации. Одна из мух дразнит его, постоянно садясь на книгу Мура. Эта муха села в чернила и вывела на бумаге вопросительный знак, и цифру пять. Последующие дни муха каждый раз билась в сетку окна четыре, три, два и один раза. В последний день жизни Томас переехал в другой отель, но и там муха продолжала отсчет часов. За час до истечении срока доктор решил наполнить комнату смертельным газом хлором, чтобы отравить муху, а самому спастись маской пропитанной аммиаком. Последняя его запись была: 
Муха сидит на часах, а минутная стрелка между тем все приближается к ней. Ну, а теперь хлор….
Вскрытие показало, что смерть Тамаса наступила в результате сердечного приступа. В номере муха оставила послание: 
Читайте мой дневник, он настиг меня первым, я умер, затем ощутил себя в нём, темнокожие правы, неизведанные силы природы, теперь я утоплюсь, что мне и осталось…

## Персонажи
- Томас Слоуэнуайт (англ. Thomas Slauenwite) — энтомолог. Родился в Трентоне, штат Нью-Джерси, 12 апреля 1885 года, в семье доктора Пола Слоуэнуайта, жившего прежде в Претории, что в провинции Трансвааль Южной Африки. Учился у отца (умершего в 1916 году во время службы Томаса во Франции, в Южноафриканском полку), специализируясь на африканских типах лихорадки. Закончил Колумбийский университет, занимался исследованиями в провинции Наталь, Момбасе, Уганде. Использовал псевдоним Нэвиль из Уэйланд-Холла или Фредерик Нэсмит Мэйсон из Торонто, Канада, брокер по делам горнорудных имуществ (похожее название из рассказа «Электрический палач»).
- Генри Сарджент Мур (англ. Henry Sargent Moore) — конкурент Томаса, занимался исследованиями насекомых и эпидемий в Бруклине, Нью-Йорк.

### Второстепенные персонажи
- Сэр Норман Слон (англ. Sir Norman Sloane) — доктор, состоял на гос. службе, создатель теории, что заимствовал Томас. Автор книги «Двукрылые Центральной и Южной Африки».
- Доктор Линкольн (англ. Dr. Lincoln) — коллега Томаса.
- Доктор Джуст (англ. Dr. Joost) — коллега Томаса в Преторию.
- Доктор Вандервельд (англ. Dr. Vandervelde) — коллега Томаса в Ньянгве.
- Дайсон (англ. Dyson) — коллега Томаса.
- Мортон (англ. Morton) — коллега Томаса.
- Доктор Джеймс (англ. Dr. James) — коллега Томаса из Сан-Франциско
- Старый Н’Куру (англ. Old N’Kuru) — колдун в племени галла в М’гонге.
- Мевана (англ. Mevana) — охотник за крокодилами в М’гонге.
- Гобо (англ. Gobo) — переводчик в М’гонге.
- Батта (англ. Batta) — поселенец в М’гонге.
- Гамбе (англ. Gamba) — посыльном в М’гонге.
- Джордж К. Титтеридж (англ. George C. Titteridge) — хозяин гостиницы «Орандж» в Блумфонтейн.
- Ян де Уитт (англ. Ian De Witt) — констебль из главного полицейского управления в Блумфонтейн.
- Иоганнес Богарт (англ. Johannes Bogaert) — местный следователь по уголовным делам в Блумфонтейн.
- Корнелиус ван Кёлен (англ. Dr. Cornelius Van Keulen) — медицинский эксперт при следователе в Блумфонтейн.

## Вдохновение
Вредоносность мух как причины мора способствовало их связи со многими демонами и злыми духами, а также с ритуалами и персонажами, фигурирующими в чёрной магии. В ряде случаев образ мухи соотносится с персонифицированными мифологическими образами, чаще всего воплощающими силы нижнего мира. Известны мотивы воплощения образа мух в мифологии: превращение героя в муху, что облегчает ему выполнение своих задач. В арабском фольклоре звуки цикад и других и ночных насекомых, именуются беседой демонов. Вельзевулу, «Повелителю мух», подвластны «Те ночные насекомые, которые предвещают зло».
Лавкрафт упоминает художника Ван Дейка.